# Adonis aleppica
Адонис алеппский (лат. Adonis aleppica) — многолетнее травянистое растение, вид рода Адонис семейства Лютиковые (Ranunculaceae).

## Распространение и экология
В диком виде встречается на территории Сирии, Турции, на севере Ирака, а также в Израиле. Растет на равнинах и плоскогорьях, часто занимает значительные площади.

## Ботаническое описание
Корневая система стержневая. Высота побегов около 20 см в начале цветения, после цветения может увеличиваться более чем в два раза. Листья пальчатораздельные, глубоко рассеченные, доли очень узкие.
Цветение обычно начинается в мае. Цветки состоят из 8 лепестков обратно-яйцевидной формы, передний край широкий, окраска лепестков ярко-красная. Тычинок и пестиков много, пыльники коричневато-бурые, тычиночные нити светло-серые.